# Rugelach

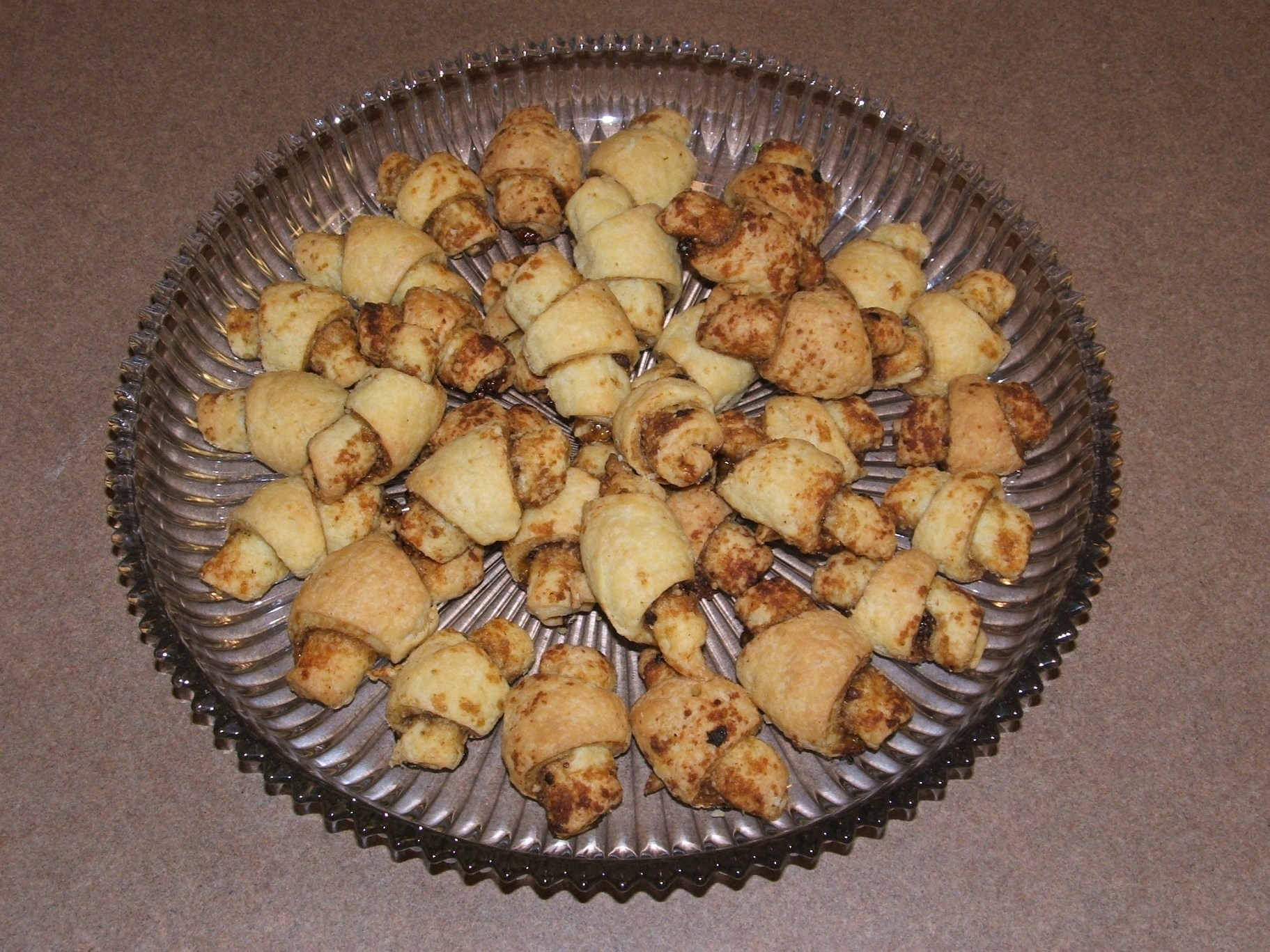
Crescent-shaped rugelach

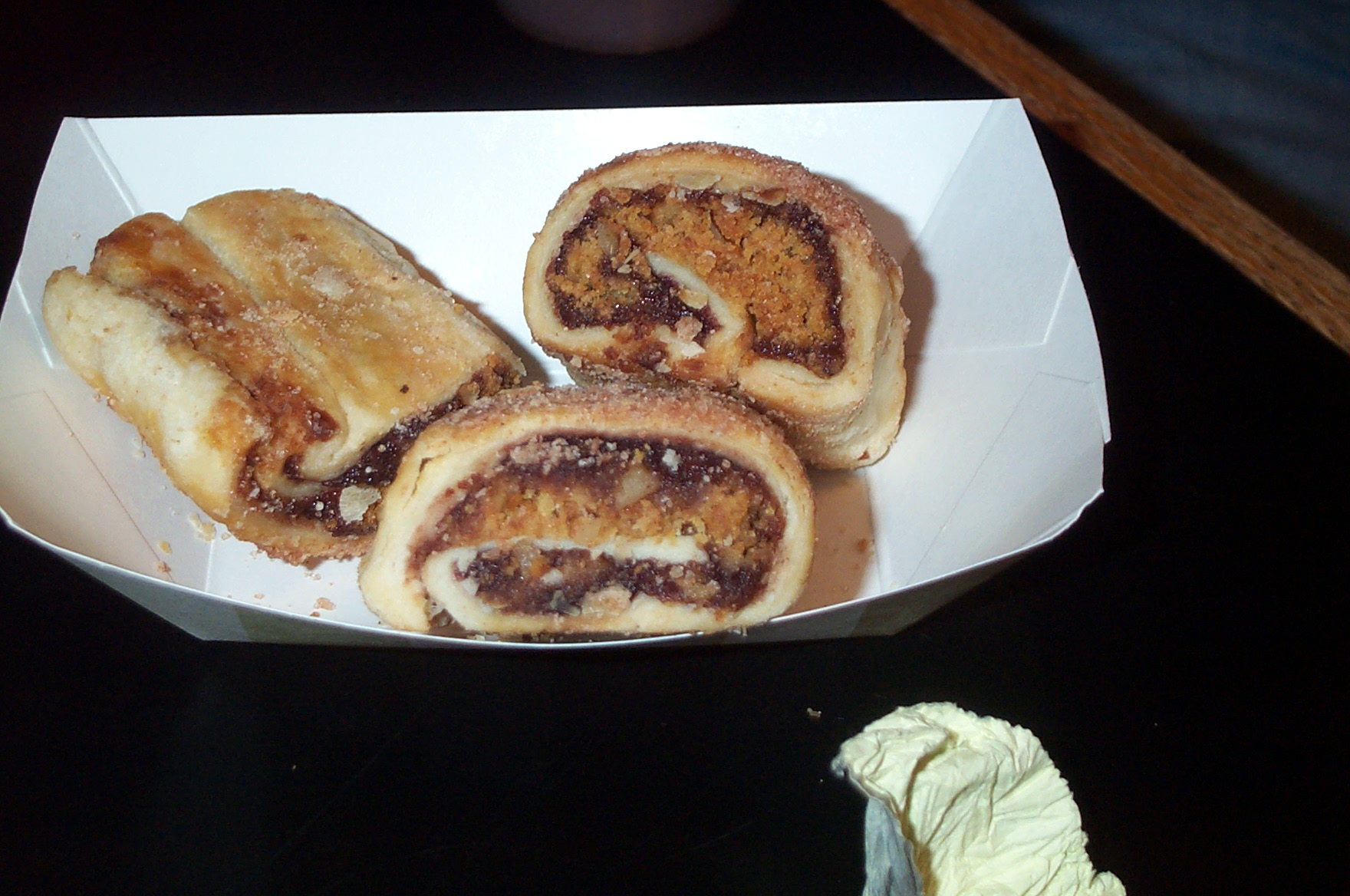
Cut rugelach

Rugelach (/ˈruːɡələx/; ROO-ge-lahkhROO-ge-lahkh; tiếng Yid: רוגעלך) và tiếng Hebrew: רוגלך), các cách viết khác: rugelakh, rugulach, rugalach, ruggalach, rogelach (số nhiều), rugalah, rugulah, rugala, roogala (số ít), là một bánh của người Do Thái vùng Ashkenazic. Món bánh này rất phổ biến ở Israel, thường có trong hầu hết các quán cà phê và tiệm bánh. Đó cũng là một món bánh phổ biến trong cộng đồng người Do Thái Mỹ và châu Âu.